# Незнанівська сільська рада
| Незнанівська сільська рада — орган місцевого самоврядування у Кам'янка-Бузькому районі Львівської області з адміністративним центром у с. Незнанів. Сільській раді підпорядковані населені пункти: - с. Незнанів - с. Гряда - с. Мазярня-Каранська |

## Склад ради
Рада складається з 16 депутатів та голови.

### Керівний склад ради
| ПІБ                         | Основні відомості                                            | Дата обрання | Дата звільнення |
| --------------------------- | ------------------------------------------------------------ | ------------ | --------------- |
| Семчишин Михайло Петрович   | Сільський голова, 1960 року народження, освіта, безпартійний | 26.03.2006   | 31.10.2010      |
| Політило Василь Миколайович | Сільський голова, 1964 року народження, освіта, безпартійний | 31.10.2010   |                 |

Примітка: таблиця складена за даними джерела